# Langeleik
El langeleik, también llamado langleik, es un instrumento musical de cuerda folclórico de Noruega. Es una cítara drone.

## Descripción
El langeleik tiene solamente una cuerda de melodía y hasta ocho cuerdas de pedal. Bajo la cuerda melódica hay siete trastes por octava, formando una escala diatónica en modo mayor. Las cuerdas de pedal se afinan a una tríada.
El langeleik se afina alrededor de La, pero al tocarlo se usa principalmente la escala de Do, como si el instrumento estuviese afinado en esa nota. Ello para simplificar la lectura y la escritura, evitando el uso de alteraciones.
Dado que el instrumento no puede tocar una escala cromática ni ser fácilmente afinable a otros tonos, tiene grandes limitantes en su habilidad de tocar junto a otros instrumentos o de tocar música armónicamente compleja.
La combinación de la única cuerda melódica y las múltiples cuerdas de pedal le da al langeleik un sonido muy particular.